# Ernst Däumig
Ernst Friedrich Däumig, född 25 november 1866 i Merseburg, död 4 juli 1922 i Berlin, var en tysk socialistisk politiker.
Däumig var 1888–93 fransk främlingslegionär i Algeriet och 1893–98 tysk soldat i Metz. Han blev 1900 socialdemokratisk tidningsman och var 1911–16 en av de främste medarbetarna i "Vorwärts", partiets centralorgan, varifrån han avlägsnades såsom tillhörande den radikala oppositionen inom partiet. 
Däumig anslöt sig till det vid splittringen 1917 bildade Tysklands oberoende socialdemokratiska parti, blev i december 1919 tillsammans med Arthur Crispien dess ordförande och övergick kort därpå, till följd av sin iver för rådssystemet, till Tysklands kommunistiska parti, för vilket han var under en tid var ordförande tillsammans med Paul Levi. 
År 1920 hade Däumig invalts i Weimarrepublikens riksdag. Efter de kommunistiska marsoroligheterna 1921 återinträdde han i de oberoende socialdemokraterna. Sina minnen från Främlingslegionen skildrade han i Moderne Landsknechte (1904–05).